# The Crush
The Crush ist ein irischer Kurzfilm von Michael Creagh aus dem Jahr 2010.

## Handlung
Ardal Travis geht in die zweite Klasse, die von Miss Purdy geleitet wird. Er ist in seine Lehrerin verliebt und schenkt ihr an einem Freitag einen Ring, den er von seinem Taschengeld gekauft hat. Sie fragt scherzhaft, ob sie nun verlobt seien und ergänzt, sie werde diesen Antrag in Erwägung ziehen. Ardal geht glücklich ins Wochenende. Am Wochenende trifft er während des Einkaufens mit seiner Mutter Miss Purdy, die ein wenig mit ihm plaudert. Seiner Mutter zeigt sie stolz ihren Verlobungsring, den sie gerade von ihrem Freund erhalten hat. Ardal ist vor den Kopf gestoßen. Sein Vater arbeitet als Wachmann, hat also Waffen im Haus. Ardal beobachtet, wie sein Vater eine Waffe im Kleiderschrank versteckt.
Am Montag hat er Miss Purdy gegenüber schlechte Laune und erklärt diese mit dem Umstand, dass sie sich mit einem anderen Mann verlobt habe. Ihre Erklärungsversuche ignoriert er und fängt stattdessen ihren Freund ab. Dieser erklärt Ardal zunächst scherzhaft, dass sich Miss Purdy für ihn entschieden habe, weil Ardal ihr keine finanzielle Sicherheit bieten könne und zudem noch etwas klein sei. Ardal fordert ihn zum Duell mit Pistolen heraus, das am nächsten Tag auf dem Schulgelände stattfinden soll. Scherzhaft geht der Freund auf diese Forderung ein.
Am nächsten Tag will er gerade mit Miss Purdy nach Hause fahren, als er Ardal sieht, der auf ihn wartet. Gespannt, wie die Geschichte ausgehen wird, begibt sich der Freund zum ausgemachten Duell-Platz. Vor Ardal gibt er scherzhaft zu, seine Waffe vergessen zu haben, und reagiert überrascht, als Ardal eine Pistole aus seinem Rucksack zieht. Ardal meint, dass die Waffe echt sei, da sein Vater Wachmann ist. Miss Purdy kommt dazu und bestätigt dies. Ihr Freund gerät in Panik, doch darf Miss Purdy auf Ardals Anweisung hin keine Hilfe holen. Ardal will von ihrem Freund hören, dass er sie nicht heiraten wird. Zunächst weigert sich ihr Freund, dies zu sagen, bricht jedoch zusammen, als Ardal die Waffe entsichert. Er meint, dass er Miss Purdy nie heiraten wollte, sondern sich nur mit ihr verlobt habe, weil sie ihn so gedrängt hat. Er hält überhaupt nichts von Hochzeit. Als er Miss Purdy anschreit, dass sie dumme Schlampe („stupid bitch“) endlich Hilfe holen soll, schießt Ardal auf den Freund. Die Waffe erweist sich als Spielzeugpistole. Miss Purdy hat nun jedoch die Wahrheit erfahren und trennt sich von ihrem Freund. Sie geht mit Ardal davon und beide einigen sich darauf, dass dieser Fall nicht im Klassenbuch erwähnt werden wird. Ardal erklärt Miss Purdy, dass er sie doch nicht heiraten werde, da er ihr keine finanzielle Sicherheit bieten kann und sie es verdient habe, sich alles das zu leisten, was sie will. Auf ihre Entgegnung, dass ein Mädchen mit ihm einmal sehr glücklich sein wird, entgegnet er, dass Mädchen doof sind.

## Produktion
The Crush wurde im Frühjahr 2009 in Skerries, Fingal, gedreht, wo Regisseur Michael Creagh lebt. Es war das Regiedebüt von Michael Creagh, der bis dahin in der Werbung tätig war. Er besetzte seinen Sohn Oran Creagh in der Hauptrolle des Ardal Travis. Den Film finanzierte er mit Unterstützung seines Vaters und eines Bankkredits selbst.
Im Film sind die Lieder Change My Mind, Wear Out Your Name und All the King’s Horses von David Geraghty zu hören.

## Auszeichnungen
The Crush lief im November 2010 auf dem Foyle Film Festival in Derry und wurde dort als bester irischer Kurzfilm ausgezeichnet.
Auf dem Tribeca Film Festival erhielt The Crush eine Special Jury Mention in der Kategorie Bester Kurzfilm. Der Film wurde 2011 in der Kategorie Bester Kurzfilm für einen Oscar nominiert.